# Igor Frenkel
Igor Borissowitsch Frenkel, russisch Игорь Борисович Френкель (* 22. April 1952 in Leningrad) ist ein russischstämmiger US-amerikanischer Mathematiker, der sich mit unendlichdimensionalen Lie-Algebren und Darstellungstheorie beschäftigt.
Frenkel zog 1979 in die USA, wo er 1980 bei Howard Garland in Yale mit der Dissertation Orbital Theory for Affine Lie Algebras promoviert wurde. Nach Lehrtätigkeit unter anderem an der Rutgers University ist er zurzeit Professor in Yale. 1984 erhielt er von der Alfred P. Sloan Foundation ein Forschungsstipendium (Sloan Research Fellowship).
Frenkel konstruierte mit James Lepowsky und Arne Meurman die Monster-Vertex-Operatoralgebra, die eine Darstellung der „Monster“ genannten einfachen endlichen Gruppe liefert. Mit ihrer Hilfe gelang Richard Borcherds der Beweis der „Mondschein“-Eigenschaften der Monstergruppe. Mit Garland und Gregg Zuckerman fand er 1986 einen Zusammenhang mit der Kohomologie gradierter Liealgebren nach Feigin und der BRST-Quantisierung von Strings.
1986 war er Gatsredner auf dem Internationalen Mathematikerkongress in Berkeley (Beyond affine Lie algebras). 2015 wurde er in die American Academy of Arts and Sciences gewählt, 2018 in die National Academy of Sciences.
Zu seinen Doktoranden zählen Mikhail Khovanov und Pavel Etingof.